# Andi Pupato
Andreas «Andi» Pupato (* 11. November 1971 in Zürich) ist ein Schweizer Perkussionist. Jazz’n’more zufolge gilt er als der meistbeschäftigte Perkussionist der Schweiz.

## Leben und Wirken
Pupato studierte Schlagwerk in Zürich und besuchte später die Escuela de superación profesional de musica Ignacio Cervantes in Havanna; er wurde auch von José Luis «Changuito» Quintana unterrichtet. 1994 studierte er traditionelle afrikanische Perkussion im Senegal bei Bilal Kounta und spielte in dessen Band Dougou-Fana. Dann arbeitete er mit Polo Hofer und mit Gotthard. Bis 1997 gehörte er zu Grand Mother’s Funck. 
2002 holte ihn Nik Bärtsch in seine Band Ronin, mit der er bis 2012 international tourte und diverse Tonträger veröffentlichte; er ist auch Mitglied der Band von Andreas Vollenweider, mit dem er mehrere Alben einspielte. Weiterhin ist er Mitglied von Stiller Has. Ferner arbeitete er mit Kol Simcha, Corin Curschellas, Hans Feigenwinter, Don Li, Mich Gerber oder Thierry Lang. Er ist auch als Studiomusiker aktiv und auf Einspielungen von Nina Corti und Brothertunes zu hören.